# La Bottine souriante
La Bottine souriante (с фр. — «рваный ботинок(дословно - улыбающийся ботинок)») — музыкальная группа из Квебека, исполняющая народную музыку.
Основана в 1976 году пятью музыкантами, с тех пор она неоднократно меняла состав. В своем творчестве коллектив использует элементы джаза наряду с традиционной музыкой. La Bottine souriante присуждено три канадские премии «Джуно», несколько премий «Феликс» от звукозаписывающей индустрии Квебека. В 2000 году La Bottine souriante удостоилисьнаграды за «лучшее живое исполнение» от BBC Radio 2 Folk Awards. Песни группы исполняются в программах BBC Radio 3.

## Дискография
- Y'a ben du changement (1978)
- Les Épousailles (1980)
- Chic 'n Swell (1982)
- La Traversée de l'Atlantique (1986)
- Tout comme au jour de l'An (1987)
- Je voudrais changer d'chapeau (1988)
- Jusqu'aux p'tites heures (1992)
- La Mistrine (1994)
- En spectacle (1996)
- Xième (1998)
- Cordial (2001)
- Anthologie (2001)
- J'ai jamais tant ri (2003)[1]